# 324 г. пр.н.е.
324 (триста двадесет и четвърта) година преди новата ера (пр.н.е.) е година от доюлианския (Помпилийски) римски календар.

## Събития

### В Македонската империя
- Александър Велики е в Кармания и нарежда на сатрапите да разпуснат наемниците.[1]
- През март Александър се завръща с армията си в Суза, където се среща с Неарх и командвания от него морски флот, който генералът е успял да докара в близост до града благодарение на системата реки, които текат там.[2] Организирани са пищни тържества и петдневна церемония, по време на която Александър и деветдесет и един други членове на двора му взимат за свои съпруги жени от персийската аристокрация. Самият цар се жени за две принцеси – за най-старата дъщеря на Дарий III и най-младата на Артаксеркс III. Всички бракове са сключени съобразно персийския ритуал, за да се демонстрира как завоевателите са се превърнали в управляващата класа на Персийската империя, а едновременно с това Хефестион е назначен за хиларх (велик везир).[2] Освен това 30 000 млади персийци обучени в македонския начин на водене на бой и наречени епигони се събират в Суза, за да бъдат инспектирани от Александър.
- Тези действия на Александър и страха от евентуална замяна от епигоните, подтиква голяма част от македонската войска към прояви на открито недоволство, което достига връх към средата на лятото, когато царят и войската достигат Опис. Тогава Александър обявява всеки вече негоден македонски войник за свободен да се пребере в родината и да бъде заменен с друг млад войник от дома. В резултат на това всички войници независимо от състоянието им се обединяват в настояването си да се завърнат по домовете си. Недоволството е толкова голямо, че Александър е принуден да екзекутира някои от водачите на недоволните и да подложи останалите на гневни тиради и заплахи, че ако дезертират ще бъдат заменени от завладените народи.[3]
- Македонските войници отстъпват и молят Александър за прошка, след което се провежда пищен прием в чест на помирението. Царят провежда демобилизация като 10 000 ветерани са поставени на подчинение на Кратер, за да се отправят към дома. При тяхното пристигането в Македония новият им командир е натоварен да замени Антипатър като регент в европейските владения, а последния да поведе армия от свежи новобранци към Азия.[3]
- През есента Александър и армията се местят в Екбатана. Тук отново се състоят продължителни тържества, по време на които умира Хефестион. Царят понася тежко смъртта му и се отдава на дълъг период на траур и екстравагантни планове за погребението.[4]
- През зимата Александър води експедиция срещу каситите в Загрос и подчинява поне част от тях.[4]

#### В Гърция
- В Олимпия, пред 20 000 души, е прокламиран декрет от името на Александър, който нарежда гръцките градове да възстановят правата и позволят на изпратените от тях в изгнание или прогонените да се завърнат.[5]
- Атина основава колония на Адриатическото крайбрежие.[6]

### В Римската република
- Диктатор е Луций Папирий Курсор.

## Родени
- Антиох I Сотер, втори владетел от династията на Селевкидите (умрял 261 г. пр.н.е.)

## Починали
- Хефестион, македонски благородник, най-близък приятел, генерал, телохранител, организатор и вероятно любимият на Александър Велики (роден 360 г. пр.н.е.)